# Tsuruno Uta
Tsuruno Uta (つるのうた) é o álbum de estréia do artista japonês Takeshi Tsuruno, que foi lançado em 22 de abril de 2009 pela gravadora Pony Canyon. O álbum alcançou o topo da Oricon.
Trata-se de um álbum de covers, onde a música principal do álbum é “M”, cantada originalmente pelo grupo de rock feminino Princess Princess. As outras músicas que também se destacam no álbum são: “Kimi Ni Au Made Wa” de Hamada Shogo lançado em 1977, o sucesso “Saigo No Ame” de Nakanishi Yasushi, a música “WINDING ROAD” da ayaka com o Kobukuro e até mesmo a música “Pegasus Gensou”, tema do anime Os Cavaleiros dos Zodíaco.

## Faixas
01. M (Princess Princess)
02. Primal (Original Love)
03. Saigo No Ame (Nakanishi Yasushi)
04. Itoshi Kimi He (Moriyama Naotaro)
05. Aruite Kaerou (Saito Kazuyoshi)
06. Kimi Ni Au Made Wa (Hamada Shogo)
07. One More Time, One More Chance (Yamazaki Masayoshi)
08. WINDING ROAD (ayaka x Kobukuro)
09. Nanimo Kamo Ga Kimi Datta (Tsuruno Takeshi version)
10. Olivia Wo Kikinagara (Anri)
11. Eien (KAN)
12. Pegasus Gensou (MAKE-UP)